# Landtagswahlkreis Haldensleben
Der Landtagswahlkreis Haldensleben (Wahlkreis 7) ist ein Landtagswahlkreis in Sachsen-Anhalt. Er umfasste zur Landtagswahl in Sachsen-Anhalt 2021 vom Landkreis Börde die Stadt Haldensleben, die Verbandsgemeinde Flechtingen (mit den Gemeinden Altenhausen, Beendorf, Bülstringen, Calvörde, Erxleben, Flechtingen und Ingersleben) und die Verbandsgemeinde Obere Aller (mit den Gemeinden Eilsleben, Harbke, Hötensleben, Sommersdorf, Ummendorf, Völpke und Wefensleben).
Der Wahlkreis wird in der achten Legislaturperiode des Landtages von Sachsen-Anhalt von Tim Teßmann vertreten, der das Direktmandat bei der Landtagswahl am 6. Juni 2021 mit 37,0 % der Erststimmen erstmals gewann. Davor vertrat Ralf Geisthardt den Wahlkreis von 1994 bis 1998 und von 2002 bis zu seinem Tod am 23. Juni 2018.

## Wahl 2021
Im Vergleich zur Landtagswahl 2016 wurde das Wahlgebiet in größerem Umfang verändert. Die Stadt Oebisfelde-Weferlingen wurde dem Landtagswahlkreis Gardelegen-Klötze zugeordnet. Die zum Landtagswahlkreis Haldensleben gehörenden Ortsteile der Gemeinde Hohe Börde wurden dem Landtagswahlkreis Wolmirstedt zugeschlagen. Es handelte sich dabei um die Ortsteile Ackendorf, Bebertal, Bornstedt, Nordgermersleben, Rottmersleben und Schackensleben. Im Gegenzug erhielt der Landtagswahlkreis Haldensleben vom Landtagswahlkreis Oschersleben die zur Verbandsgemeinde Obere Aller gehörenden Gemeinden Harbke, Hötensleben, Sommersdorf und Völpke sowie vom Landtagswahlkreis Wanzleben die zur Verbandsgemeinde Flechtingen gehörenden Gemeinden Eilsleben, Erxleben, Ingersleben, Ummendorf und Wefensleben. Name und Nummer des Wahlkreises wurden nicht geändert.
Es traten acht Direktkandidaten an. Von den Direktkandidaten der vorhergehenden Wahl trat nur Guido Henke erneut an. Tim Teßmann gewann mit 37,0 % der Erststimmen erstmals das Direktmandat. Guido Henke zog über Platz 12 der Landesliste der Partei Die Linke ebenfalls in den Landtag ein.
|                     |                      | Erst- stimmen | Erst- stimmen | Zweit- stimmen | Zweit- stimmen |
| Bewerber            | Partei               | Anzahl        | %             | Anzahl         | %              |
| ------------------- | -------------------- | ------------- | ------------- | -------------- | -------------- |
| Wahlberechtigte     | Wahlberechtigte      | 37.908        | 100,0         | 37.908         | 100,0          |
| Wähler              | Wähler               | 22.941        | 60,5          | 22.941         | 60,5           |
| Ungültige Stimmen   | Ungültige Stimmen    | 329           | 1,4           | 302            | 1,3            |
| Gültige Stimmen     | Gültige Stimmen      | 22.612        | 98,6          | 22.639         | 98,7           |
| davon               |                      |               |               |                |                |
| Tim Teßmann         | CDU                  | 8.370         | 37,0          | 8.689          | 38,4           |
| Markus Motschmann   | AfD                  | 5.341         | 23,6          | 4.926          | 21,8           |
| Guido Helmut Henke  | DIE LINKE            | 2.617         | 11,6          | 2.360          | 10,4           |
| Katharina Zacharias | SPD                  | 2.618         | 11,6          | 2.089          | 9,2            |
| Ralf Peter Bertram  | GRÜNE                | 967           | 4,3           | 961            | 4,2            |
| René Gehre          | FDP                  | 1.251         | 5,5           | 1.356          | 6,0            |
| Mirko Schröder      | FREIE WÄHLER         | 985           | 4,4           | 654            | 2,9            |
| –                   | NPD                  | –             | –             | 84             | 0,4            |
| –                   | Tierschutzpartei     | –             | –             | 313            | 1,4            |
| –                   | Tierschutzallianz    | –             | –             | 89             | 0,4            |
| –                   | LKR                  | –             | –             | 10             | 0,0            |
| –                   | Die PARTEI           | –             | –             | 141            | 0,6            |
| –                   | Gartenpartei         | –             | –             | 180            | 0,8            |
| –                   | FBM                  | –             | –             | 7              | 0,0            |
| –                   | TIERSCHUTZ hier!     | –             | –             | 143            | 0,6            |
| Jens Vollmann       | dieBasis             | 463           | 2,0           | 384            | 1,7            |
| –                   | Klimaliste ST        | –             | –             | 10             | 0,0            |
| –                   | ÖDP                  | –             | –             | 16             | 0,1            |
| –                   | Die Humanisten       | –             | –             | 18             | 0,1            |
| –                   | Gesundheitsforschung | –             | –             | 90             | 0,4            |
| –                   | PIRATEN              | –             | –             | 81             | 0,4            |
| –                   | WiR2020              | –             | –             | 38             | 0,2            |

## Wahl 2016
Bei der Landtagswahl in Sachsen-Anhalt 2016 waren 39.311 Einwohner wahlberechtigt; die Wahlbeteiligung lag bei 58,3 %. Ralf Geisthardt gewann das Direktmandat für die CDU.
| Bewerber            | Partei       | Erststimmen in % | Zweitstimmen in % |
| ------------------- | ------------ | ---------------- | ----------------- |
| Ralf Geisthardt     | CDU          | 33,0             | 33,7              |
| Guido Henke         | LINKE        | 16,3             | 14,6              |
| Angela Leuschner    | SPD          | 15,6             | 12,1              |
| -                   | Freie Wähler | -                | 1,9               |
| Verene Wicke-Scheil | GRÜNE        | 4,3              | 4,1               |
| -                   | NPD          | -                | 2,2               |
| Ralf Neuzerling     | FDP          | 5,1              | 3,9               |
| Wolfgang Rehfeld    | AfD          | 25,7             | 22,8              |
| –                   | Sonstige     | –                | 4,7               |

## Wahl 2011
Bei der Landtagswahl in Sachsen-Anhalt 2011 waren 45061 Einwohner wahlberechtigt; die Wahlbeteiligung lag bei 49,7 %. Ralf Geisthardt gewann das Direktmandat für die CDU.
| Bewerber                  | Partei           | Erststimmen in % | Zweitstimmen in % |
| ------------------------- | ---------------- | ---------------- | ----------------- |
| Ralf Geisthardt           | CDU              | 37,9             | 34,3              |
| Guido Henke               | LINKE            | 21,3             | 22,0              |
| Madeleine-Rita Mittendorf | SPD              | 19,2             | 22,0              |
| Kerstin Dörfel            | Freie Wähler     | 7,4              | 3,9               |
| Jörg Lauenroth-Mago       | GRÜNE            | 5,7              | 6,0               |
| Helga Karl                | NPD              | 4,4              | 5,1               |
| Ralf Neuzerling           | FDP              | 3,9              | 3,6               |
| –                         | Tierschutzpartei | –                | 1,5               |
| –                         | PIRATEN          | –                | 0,9               |
| –                         | SPV              | –                | 0,3               |
| –                         | KPD              | –                | 0,2               |
| –                         | MLPD             | –                | 0,2               |
| –                         | ÖDP              | –                | 0,1               |

## Wahl 2006
Bei der Landtagswahl in Sachsen-Anhalt 2006 traten folgende Kandidaten an:
| Name                             | Partei | Anteil der Erststimmen |
| -------------------------------- | ------ | ---------------------- |
| Ralf Geisthardt                  | CDU    | 41,1 %                 |
| Wulf Gallert                     | LINKE  | 26,0 %                 |
| Rita Mittendorf                  | SPD    | 19,6 %                 |
| Rudolf Vieweger                  | FDP    | 6,1 %                  |
| Bodo Zeymer                      | GRÜNE  | 4,7 %                  |
| Hans Niemann                     | BBW    | 2,6 %                  |
| Wahlberechtigte: 46884 Einwohner |        |                        |
| Wahlbeteiligung: 44,2 %          |        |                        |

## Wahl 2002
Bei der Landtagswahl in Sachsen-Anhalt 2002 waren 46.997 Einwohner wahlberechtigt; die Wahlbeteiligung lag bei 54,6 %. Ralf Geisthardt gewann das Direktmandat für die CDU.
| Bewerber                  | Partei        | Erststimmen in % | Zweitstimmen in % |
| ------------------------- | ------------- | ---------------- | ----------------- |
| Ralf Geisthardt           | CDU           | 43,9             | 40,3              |
| Wulf Gallert              | PDS           | 19,4             | 18,6              |
| Madeleine-Rita Mittendorf | SPD           | 21,2             | 22,2              |
| Verene Wicke-Scheil       | GRÜNE         | 2,4              | 1,5               |
| -                         | Schill-Partei | -                | 3,3               |
| Burkhard Peine            | FDP           | 11,0             | 10,5              |
| Hans-Joachim Schmidt      | Pro DM        | 2,1              | 1,0               |
| –                         | Sonstige      | –                | 2,6               |

## Wahl 1998
Bei der Landtagswahl in Sachsen-Anhalt 1998 waren 42.260 Einwohner wahlberechtigt; die Wahlbeteiligung lag bei 69,8 %. Madeleine-Rita Mittendorf gewann das Direktmandat für die SPD.
| Bewerber                  | Partei   | Erststimmen in % | Zweitstimmen in % |
| ------------------------- | -------- | ---------------- | ----------------- |
| Ralf Geisthardt           | CDU      | 29,1             | 24,1              |
| Regina Blenkle            | PDS      | 21,0             | 18,0              |
| Madeleine-Rita Mittendorf | SPD      | 41,1             | 39,9              |
| Hartmut Neumann           | GRÜNE    | 3,4              | 2,8               |
| -                         | DVU      | -                | 9,9               |
| Jürgen Helmecke           | FDP      | 5,5              | 3,6               |
| –                         | Sonstige | –                | 1,5               |

## Wahl 1994
Bei der Landtagswahl in Sachsen-Anhalt 1994 waren 41.325 Einwohner wahlberechtigt; die Wahlbeteiligung lag bei 56,9 %. Ralf Geisthardt gewann das Direktmandat für die CDU.
| Bewerber           | Partei   | Erststimmen in % | Zweitstimmen in % |
| ------------------ | -------- | ---------------- | ----------------- |
| Ralf Geisthardt    | CDU      | 36,8             | 37,5              |
| Regina Blenkle     | PDS      | 18,2             | 17,3              |
| Klaus-Dieter Jacob | SPD      | 34,4             | 35,4              |
| Karla Schulze      | GRÜNE    | 6,0              | 5,0               |
| Wilfried Naruhn    | REP      | 1,2              | 1,3               |
| Annegret Braumann  | FDP      | 3,4              | 2,4               |
| –                  | Sonstige | –                | 1,5               |

## Wahl 1990
Bei der Landtagswahl in Sachsen-Anhalt 1990 waren 42.955 Einwohner wahlberechtigt; die Wahlbeteiligung lag bei 65,2 %. Christoph Koch gewann das Direktmandat für die CDU.
| Bewerber           | Partei   | Erststimmen in % | Zweitstimmen in % |
| ------------------ | -------- | ---------------- | ----------------- |
| Christoph Koch     | CDU      | 45,2             | 42,1              |
| Heinrich Enkelmann | PDS      | 10,1             | 10,0              |
| Elisabeth Brandes  | SPD      | 26,1             | 29,7              |
| Wolfram Steinacker | GRÜNE    | 7,5              | 5,8               |
| Brigitte Wendt     | DFD      | 2,6              | 1,4               |
| Holger Mühlisch    | FDP      | 8,5              | 8,9               |
| –                  | Sonstige | –                | 1,5               |